# Oltrona Visconti
Gli Oltrona poi Oltrona Visconti sono una nobile famiglia milanese.

## Storia

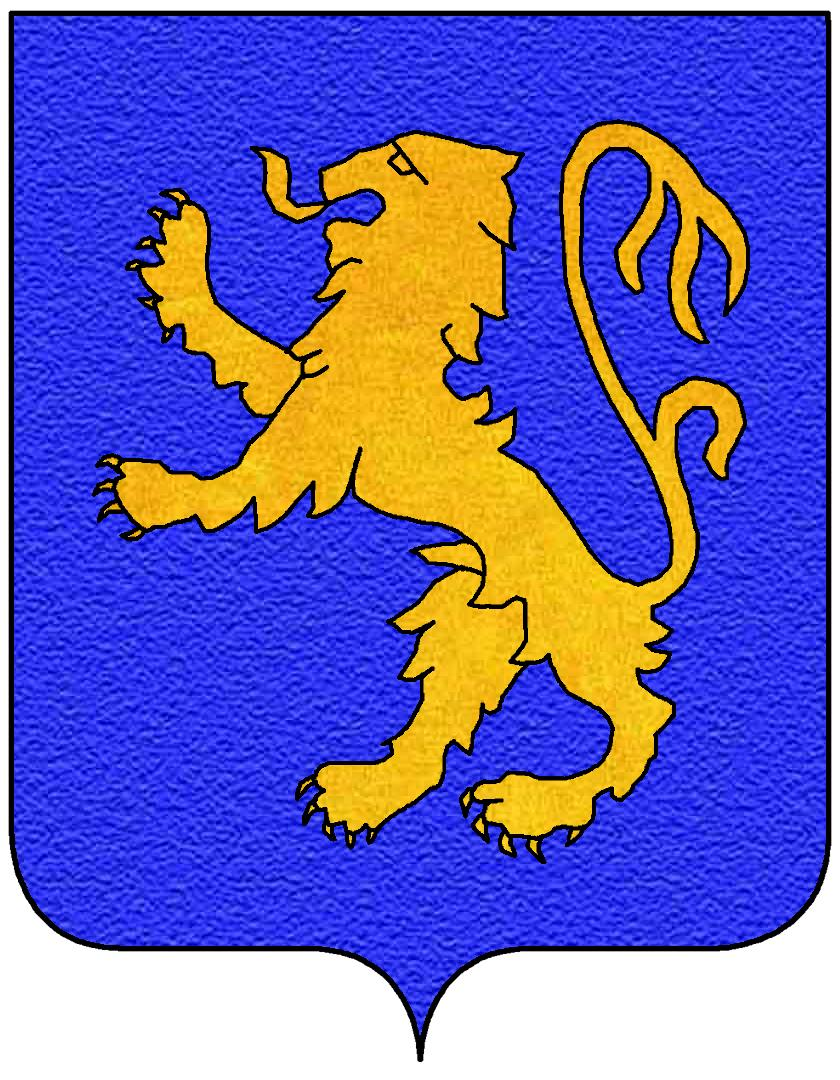
Antico stemma della famiglia Oltrona

La famiglia Oltrona, originaria di Pavia, emerse nella Milano del Cinquecento grazie al suo capostipite, Giovanni, il cui figlio primogenito Giovanni Stefano sposò la nobile Paola Carcano e fu delegato durante il periodo della peste del 1576-1577. La fruttuosa parentela coi Carcano, culminò sul finire dello stesso secolo con la nomina degli Oltrona ad eredi universali dei Carcano: nel suo testamento del 1599, infatti, Bartolomeo Carcano nominò proprio erede Ludovico, figlio di Giovanni Stefano Oltrona, il quale risiedeva stabilmente a Lonate Pozzolo.
Nel 1679 la famiglia Oltrona assunse il cognome Visconti per eredità in seguito al matrimonio tra Ambrogio e Maddalena Visconti, figlia di Filippo Maria, confeudatario di Somma, Arsago, Crenna e Agnadello. Egli ottenne contestualmente anche di poter unire alle proprie anche le armi della famiglia ducale di Milano.
Il nipote di Ludovico, Giovanni Ambrogio, chiese ed ottenne nel 1771 il riconoscimento di antica nobiltà da parte del governo austriaco e l'ammissione al patriziato cittadino di Milano.

## Albero genealogico[1]
|                                                         |                                                         |                                      |                                       |                                                          |                                                          |                                                                                   |                                                                                   |                                                   |                                                         |                                                         |                     |                                    |                                    |                                   |              |              |
|                                                         |                                                         |                                      |                                       |                                                          |                                                          | Giovanni fl. XVI secolo ?                                                         |                                                                                   |                                                   |                                                         |                                                         |                     |                                    |                                    |                                   |              |              |
|                                                         |                                                         |                                      |                                       |                                                          |                                                          |                                                                                   |                                                                                   |                                                   |                                                         |                                                         |                     |                                    |                                    |                                   |              |              |
|                                                         |                                                         |                                      |                                       |                                                          |                                                          |                                                                                   |                                                                                   |                                                   |                                                         |                                                         |                     |                                    |                                    |                                   |              |              |
|                                                         |                                                         |                                      |                                       |                                                          |                                                          | Giovanni Stefano ?-? Paola Carcano                                                |                                                                                   |                                                   |                                                         |                                                         |                     |                                    |                                    |                                   |              |              |
|                                                         |                                                         |                                      |                                       |                                                          |                                                          |                                                                                   |                                                                                   |                                                   |                                                         |                                                         |                     |                                    |                                    |                                   |              |              |
|                                                         |                                                         |                                      |                                       |                                                          |                                                          |                                                                                   |                                                                                   |                                                   |                                                         |                                                         |                     |                                    |                                    |                                   |              |              |
|                                                         |                                                         |                                      |                                       |                                                          |                                                          | Ludovico ?-? ?                                                                    |                                                                                   |                                                   |                                                         |                                                         |                     |                                    |                                    |                                   |              |              |
|                                                         |                                                         |                                      |                                       |                                                          |                                                          |                                                                                   |                                                                                   |                                                   |                                                         |                                                         |                     |                                    |                                    |                                   |              |              |
|                                                         |                                                         |                                      |                                       |                                                          |                                                          |                                                                                   |                                                                                   |                                                   |                                                         |                                                         |                     |                                    |                                    |                                   |              |              |
|                                                         |                                                         |                                      |                                       |                                                          |                                                          | Ambrogio ?-? Maddalena Visconti di Somma                                          |                                                                                   |                                                   |                                                         |                                                         |                     |                                    |                                    |                                   |              |              |
|                                                         |                                                         |                                      |                                       |                                                          |                                                          |                                                                                   |                                                                                   |                                                   |                                                         |                                                         |                     |                                    |                                    |                                   |              |              |
|                                                         |                                                         |                                      |                                       |                                                          |                                                          |                                                                                   |                                                                                   |                                                   |                                                         |                                                         |                     |                                    |                                    |                                   |              |              |
|                                                         |                                                         |                                      |                                       |                                                          |                                                          | OLTRONA VISCONTI Ludovico ?-? Laura Negroni                                       |                                                                                   |                                                   |                                                         |                                                         |                     |                                    |                                    |                                   |              |              |
|                                                         |                                                         |                                      |                                       |                                                          |                                                          |                                                                                   |                                                                                   |                                                   |                                                         |                                                         |                     |                                    |                                    |                                   |              |              |
|                                                         |                                                         |                                      |                                       |                                                          |                                                          |                                                                                   |                                                                                   |                                                   |                                                         |                                                         |                     |                                    |                                    |                                   |              |              |
|                                                         |                                                         |                                      |                                       |                                                          | Giambattista ?-? ?                                       | Giambattista ?-? ?                                                                | Giovanni Ambrogio ?-? Girolama Carrisio                                           | Giovanni Ambrogio ?-? Girolama Carrisio           |                                                         |                                                         |                     |                                    |                                    |                                   |              |              |
|                                                         |                                                         |                                      |                                       |                                                          |                                                          |                                                                                   |                                                                                   |                                                   |                                                         |                                                         |                     |                                    |                                    |                                   |              |              |
|                                                         |                                                         |                                      |                                       |                                                          |                                                          |                                                                                   |                                                                                   |                                                   |                                                         |                                                         |                     |                                    |                                    |                                   |              |              |
|                                                         |                                                         |                                      |                                       |                                                          |                                                          | Ludovico *1760 †1824 1.Caterina Cornaggia Medici 2.Matilde Castellani de' Merlani | Ludovico *1760 †1824 1.Caterina Cornaggia Medici 2.Matilde Castellani de' Merlani | Francesco ?-? canonico                            | Francesco ?-? canonico                                  |                                                         |                     |                                    |                                    |                                   |              |              |
|                                                         |                                                         |                                      |                                       |                                                          |                                                          |                                                                                   |                                                                                   |                                                   |                                                         |                                                         |                     |                                    |                                    |                                   |              |              |
|                                                         |                                                         |                                      |                                       |                                                          |                                                          |                                                                                   |                                                                                   |                                                   |                                                         |                                                         |                     |                                    |                                    |                                   |              |              |
|                                                         |                                                         |                                      |                                       | 1.Luigi *1797 †1876 Luigia Della Croce                   | 1.Luigi *1797 †1876 Luigia Della Croce                   | 1.Carlo Everardo *1802 †1854 ?                                                    | 1.Carlo Everardo *1802 †1854 ?                                                    | 2.Gaetano *1821 †1846 ?                           | 2.Gaetano *1821 †1846 ?                                 |                                                         |                     |                                    |                                    |                                   |              |              |
|                                                         |                                                         |                                      |                                       |                                                          |                                                          |                                                                                   |                                                                                   |                                                   |                                                         |                                                         |                     |                                    |                                    |                                   |              |              |
|                                                         |                                                         |                                      |                                       |                                                          |                                                          |                                                                                   |                                                                                   |                                                   |                                                         |                                                         |                     |                                    |                                    |                                   |              |              |
|                                                         | Ludovico *1850 †1900 Ilda Formentini                    | Ludovico *1850 †1900 Ilda Formentini |                                       |                                                          |                                                          |                                                                                   | Carlo *1853 †1925 Amalia Barattieri di San Pietro                                 | Carlo *1853 †1925 Amalia Barattieri di San Pietro |                                                         |                                                         |                     |                                    |                                    |                                   |              |              |
|                                                         |                                                         |                                      |                                       |                                                          |                                                          |                                                                                   |                                                                                   |                                                   |                                                         |                                                         |                     |                                    |                                    |                                   |              |              |
|                                                         |                                                         |                                      |                                       |                                                          |                                                          |                                                                                   |                                                                                   |                                                   |                                                         |                                                         |                     |                                    |                                    |                                   |              |              |
| Luigia *1879 †1944 Fernando Sormani, conte di Missaglia | Luigia *1879 †1944 Fernando Sormani, conte di Missaglia | Anna *1882 †1968 Enrico Buttafava    | Anna *1882 †1968 Enrico Buttafava     | Luigi *1888 †? Emilia Imperiali di Sant'Angelo           | Luigi *1888 †? Emilia Imperiali di Sant'Angelo           | Vittoria *1889 †? ?                                                               | Vittoria *1889 †? ?                                                               |                                                   | Vittore *1891 †1968 1.Elvira Artusi 2.Pia Cetti         | Vittore *1891 †1968 1.Elvira Artusi 2.Pia Cetti         | Angelica *1900 †? ? | Angelica *1900 †? ?                |                                    |                                   |              |              |
|                                                         |                                                         |                                      |                                       |                                                          |                                                          |                                                                                   |                                                                                   |                                                   |                                                         |                                                         |                     |                                    |                                    |                                   |              |              |
|                                                         |                                                         |                                      |                                       |                                                          |                                                          |                                                                                   |                                                                                   |                                                   |                                                         |                                                         |                     |                                    |                                    |                                   |              |              |
|                                                         |                                                         |                                      | Ludovico *1919 †? Maria Carla Peirano | Ludovico *1919 †? Maria Carla Peirano                    | Giovanni Domenico *1919 †2000 Cavaliere di Malta         | Giovanni Domenico *1919 †2000 Cavaliere di Malta                                  | 1.Carlo *1915 †1992 Luigia Pezzuti                                                | 1.Carlo *1915 †1992 Luigia Pezzuti                |                                                         |                                                         |                     | 1.Paolo *1917 †2000 Marcella Galli | 1.Paolo *1917 †2000 Marcella Galli |                                   |              |              |
|                                                         |                                                         |                                      |                                       |                                                          |                                                          |                                                                                   |                                                                                   |                                                   |                                                         |                                                         |                     |                                    |                                    |                                   |              |              |
|                                                         |                                                         |                                      |                                       |                                                          |                                                          |                                                                                   |                                                                                   |                                                   |                                                         |                                                         |                     |                                    |                                    |                                   |              |              |
|                                                         |                                                         | Luigi *1954 ?                        | Luigi *1954 ?                         | Barberina *1957 Alessio Carissimo, patrizio di Benevento | Barberina *1957 Alessio Carissimo, patrizio di Benevento |                                                                                   | Emanuela *1950                                                                    | Emanuela *1950                                    | Luchino *1944 1.Vittoria Umbriano 2.Antonietta Ferretti | Luchino *1944 1.Vittoria Umbriano 2.Antonietta Ferretti |                     |                                    | Alvise *1945 Angela Maria Iuliano  | Alvise *1945 Angela Maria Iuliano | Amalia *1947 | Amalia *1947 |
|                                                         |                                                         |                                      |                                       |                                                          |                                                          |                                                                                   |                                                                                   |                                                   |                                                         |                                                         |                     |                                    |                                    |                                   |              |              |
|                                                         |                                                         |                                      |                                       |                                                          |                                                          |                                                                                   |                                                                                   |                                                   |                                                         |                                                         |                     |                                    |                                    |                                   |              |              |
|                                                         |                                                         |                                      |                                       |                                                          |                                                          |                                                                                   |                                                                                   | 1.Paolo *1973 ?                                   | 1.Paolo *1973 ?                                         | 2.Gabriele *1988                                        | 2.Gabriele *1988    | Marco *1970 Ilaria Murgo           | Marco *1970 Ilaria Murgo           | Mattia *1977                      | Mattia *1977 |              |
|                                                         |                                                         |                                      |                                       |                                                          |                                                          |                                                                                   |                                                                                   |                                                   |                                                         |                                                         |                     |                                    |                                    |                                   |              |              |
|                                                         |                                                         |                                      |                                       |                                                          |                                                          |                                                                                   |                                                                                   |                                                   |                                                         |                                                         |                     |                                    |                                    |                                   |              |              |
|                                                         |                                                         |                                      |                                       |                                                          |                                                          |                                                                                   |                                                                                   | Alessandro *2009                                  | Alessandro *2009                                        |                                                         | Leonardo *2009      | Leonardo *2009                     | Francesco *2013                    | Francesco *2013                   |              |              |